# Un chêne au Bas-Bréau, le Bodmer
Un chêne au Bas-Bréau, le Bodmer est un tableau réalisé par Claude Monet  en 1865 dans la forêt de Fontainebleau. Il représente un chêne qui porte le nom d'un peintre et illustrateur de l'école de Barbizon, Karl Bodmer. Dans cette œuvre, Monet fait une composition, un choix de couleurs et un traitement plus ou moins détaillé des formes, qui accentuent le caractère majestueux du sujet.

## Contexte

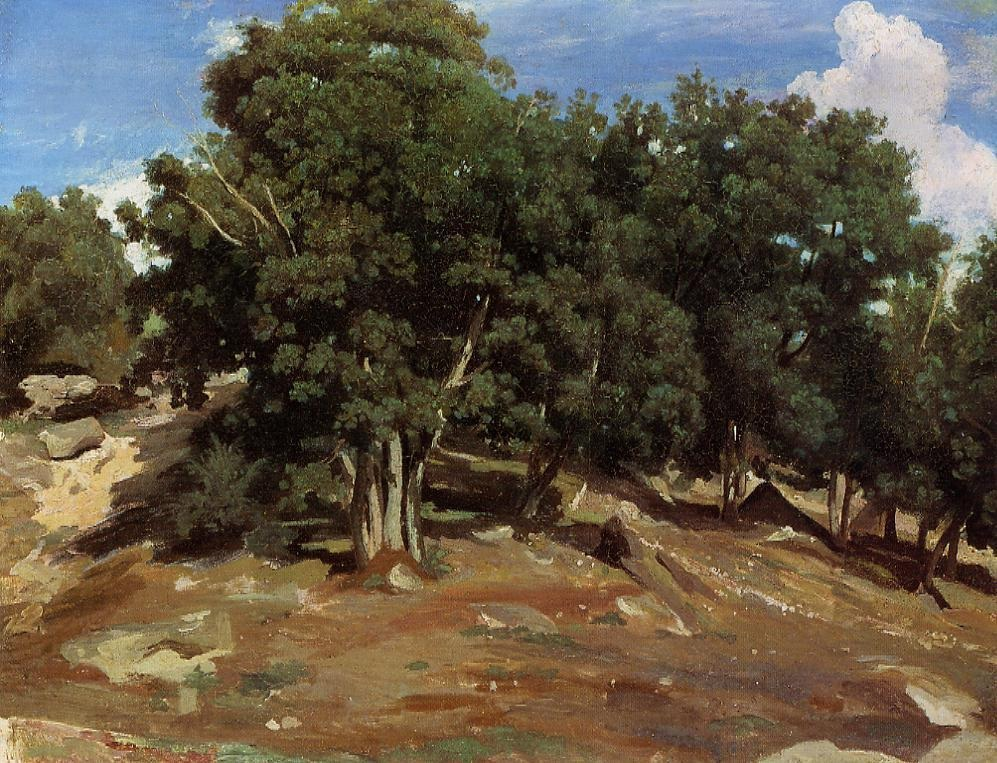
Chêne au Bas-Bréau, Camille Corot, 1832 ou 1833, au Metropolitan Museum de New York

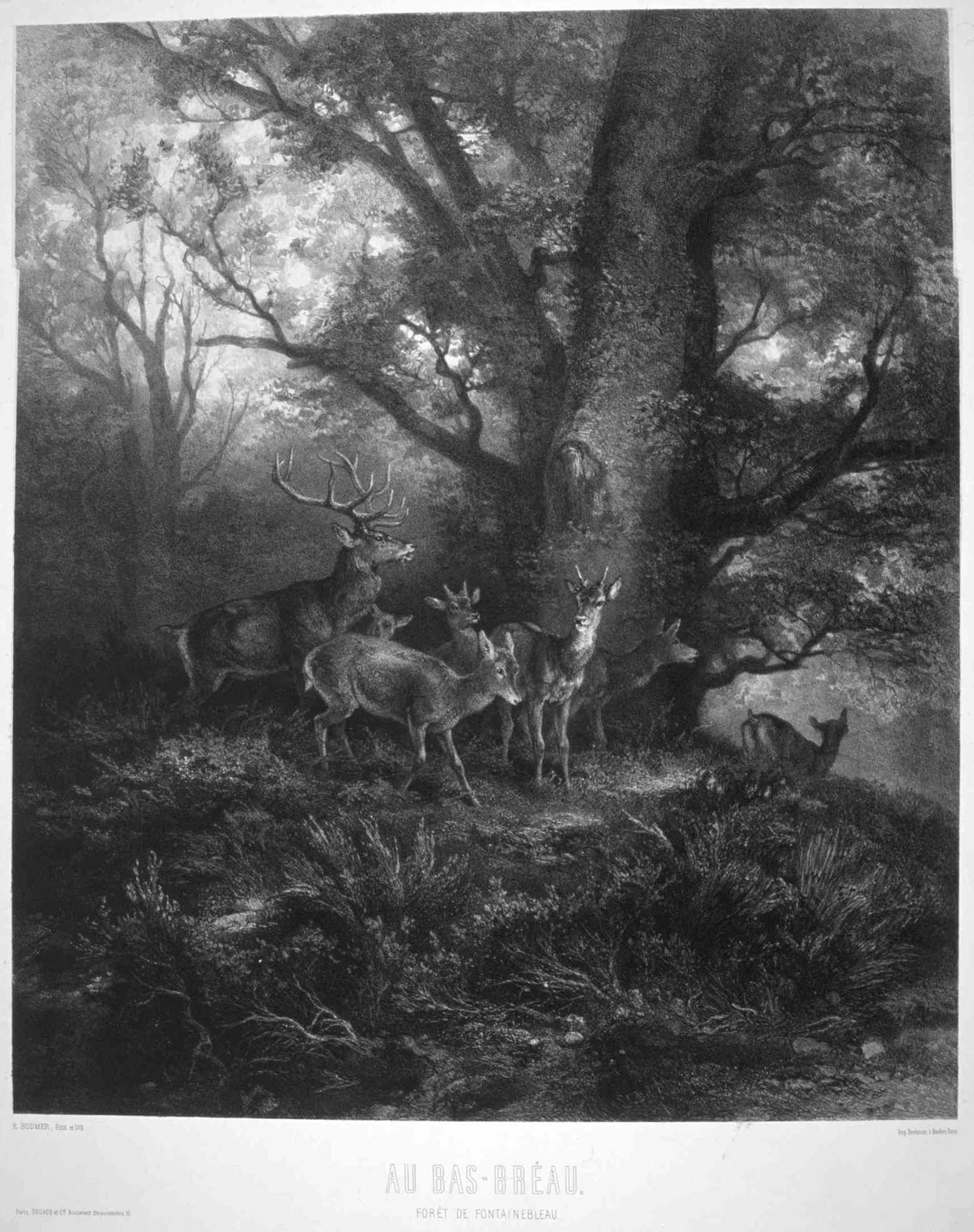
Au Bas-Bréau, dessin de Karl Bodmer, Université de Leyde

Après avoir suivi les cours académiques de Gleyre, Monet décide avec ses camarades Renoir, Sisley et Bazille, de s'en éloigner au printemps 1863. Pour lui, il s'agit de mettre en application ses idées sur la représentation de la nature. Bazille et lui décident de partir pour Chailly-en-Bière à la lisière de la forêt de Fontainebleau. Ils y feront plusieurs séjours jusqu'en 1865.
Le cadre offre aussi l'avantage d'être connu des amateurs de peinture grâce à l'École de Barbizon. En peignant des sujets proches, Monet pense trouver des acheteurs plus facilement.
Il peint le tableau en 1865. Corot a déjà représenté un chêne au Bas-Bréau. Bodmer également et celui qu'il fait figurer dans une de ses œuvres en a pris le nom.
Le Bas-Bréau fait partie des zones de la forêt de Fontainebleau qui sont protégées dès 1853. Un décret impérial de 1861 le confirme, reconnaissant leur intérêt artistique. Les peintres de Barbizon ont été parmi ceux qui ont fait pression pour obtenir la mise en place de cette mesure. 

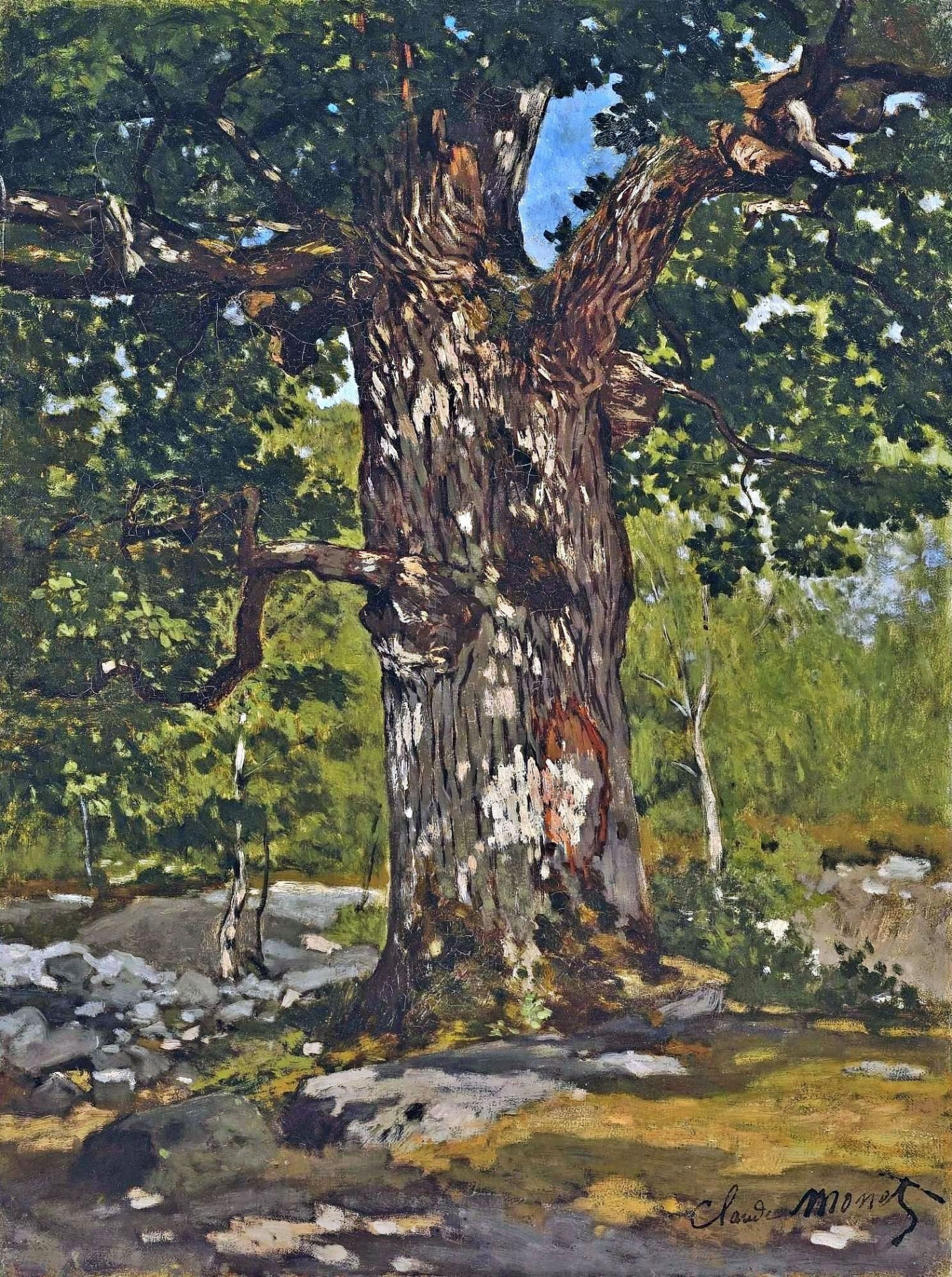
Chêne au Bas Bréau, le Bodmer, Monet, 1865, huile sur toile, 54 x 40 cm, collection privée

Monet peint un autre tableau représentant le même arbre: Chêne au Bas-Bréau, le Bodmer.

## Composition
La composition en trois plans est accentuée par le fait que le premier et le fond sont représentés de façon relativement claire et peu détaillée, alors que le sujet situé au second plan, est traité avec des couleurs sombres et de manière très détaillée. Monet utilise ainsi à la fois un contraste pictural de type clair-obscur et une profondeur de champ focalisée sur le sujet, pour le mettre en valeur. Il innove en traitant l'ombre de manière colorée et en utilisant discrètement les troncs des arbres de l'arrière-plan pour donner de la profondeur à l'espace. Le bleu du ciel, profond, entre en harmonie avec le brun-rouge du sol offrant un contre-jour accentuant la majesté du chêne.  

## Devenir de l'œuvre
Monet emmène le tableau à Paris, puis à Ville d'Avray où il pense échapper à ses créanciers. Mais l'œuvre est saisie fin 1866 ou début 1867. Il peut la récupérer ultérieurement et la vendre à Durand-Ruel en 1872. Celui-ci l'envoie par la suite à New York, où elle intègre alors des collections privées, avant de devenir la propriété du Metropolitan Museum of Art en 1964.
Le tableau participe au fil des années à plus d'une vingtaine d'expositions dans le monde entier.